# Achat groupé
 (juillet 2022).
Si vous disposez d'ouvrages ou d'articles de référence ou si vous connaissez des sites web de qualité traitant du thème abordé ici, merci de compléter l'article en donnant les références utiles à sa vérifiabilité et en les liant à la section « Notes et références ».
 (juillet 2022).
- Si vous ne connaissez pas le sujet, laissez ce bandeau (vous pouvez alors contacter les auteurs).
- Si vous supprimez le contenu mis en cause (vous pouvez préalablement contacter les auteurs),

argumentez précisément cette suppression dans la page de discussion
(un manque de référence n'est pas un argument ; une recherche réelle de référence doit avoir été effectuée, être formellement documentée).
Le concept d’achat groupé est souvent utilisé pour désigner l’achat groupé en ligne (en anglais co-buying, group-buying, community shopping, team buying).
À l’origine, l’achat groupé est une pratique assez répandue originaire de Chine (appelée tuángòu 团购), utilisée par des groupes qui pourraient être qualifiés de physiques tels que les comités d’entreprise pour les voyages organisés.
Il existe de nombreux types d'achats groupés : électricité, gaz, mazout, pellet, photovoltaïques, isolation, télécommunications, vélos électriques, pompes à chaleur, LED, assurances, etc. 

## Enjeux
L’achat groupé permet aux participants de bénéficier de réductions tarifaires parce qu’ils sont nombreux.
Les commerçants et les entreprises sont prêts à concéder un peu du prix de vente en échange d’une augmentation du volume de leurs ventes (sur la base de la formule CA = P x V où P=prix de vente, V=volume de ventes). Augmenter le volume de leur vente permet par ailleurs bien souvent aux entreprises d’amortir un certain nombre de coûts fixes et de coûts au taux marginal décroissant. Ainsi, plus les acheteurs sont nombreux, plus il est facile pour l’entreprise d’atteindre ses objectifs commerciaux.
L’offre de certains établissements, notamment les musées, s’adapte généralement à ce besoin en proposant des tarifs de groupe, mais la plupart des établissements privés n’accordent de tarifs préférentiels qu’exceptionnellement et de manière informelle.

## Caractéristiques
Le développement d’internet et des réseaux sociaux, a fait émerger de l’achat groupé en ligne. Malgré la distance physique, la mise en relation des acheteurs potentiels est aisée et permet d’agréger une demande même à distance. Plusieurs tentatives ont vu le jour, avant l’éclatement de la bulle internet en 2001, sans grand succès.
Mais ces dernières années[Quand ?], le concept est revenu en force, d’abord à travers les forums d’utilisateurs et de consommateurs qui se mettent en relation dans l’objectif de construire à plusieurs une voix plus forte que leurs voix individuelles, puis au travers de sites d’achat groupé depuis 2008, qui négocient eux-mêmes les tarifs préférentiels avant de les proposer à leurs clients. Le concept est également repris par des sociétés françaises et n'est donc pas le seul fait de groupes multinationaux. À l'échelle locale, ces entreprises négocient avec les commerçants des tarifs préférentiels contre une opération de communication basée sur une vente événementielle de 24 à 72h.

## Fonctionnement
1. La pré-inscription : Renseignement d'informations sur les habitudes de consommation
2. L’appel d’offre : L’organisateur de l’achat groupé démarche plusieurs fournisseurs et fait jouer la concurrence.
3. Le choix du fournisseur : Le fournisseur qui propose le tarif le plus bas est le fournisseur sélectionné par l'organisateur.
4. Accepter ou refuser le contrat : Le consommateur choisi s'il souhaite accepter ou non l'offre négociée[1].

## Acteurs sur internet
Depuis la création de Groupon en 2008 aux États-Unis, de nombreux sites d'achat groupé ont vu le jour sur le Web.
Les principaux acteurs français sont : Groupon (leader mondial de l'achat groupé sur internet), Lookingo, Dealissime (racheté par Living Social) et Kgbdeals.
Au Maroc : Hmizate, My deal, Super deal
En Tunisie : Bigdeal.tn, Dealshop.tn, babydeal.com.tn
Au Canada : Groupon, Tuango, Montréal à Rabais, Promo Rabais, Promo duj our (acheté par Tuango), Le renard, Yingo (Premier site d'achats groupés socialement responsable[source insuffisante])
En Belgique : Wikipower, Groupasol, Selectra, Mr. Energie
En France : Wikipower, Hello Watt,, Achetons Groupé, Collectif Energie, GR.APP & CO